# قنجر فليبيني
قنجر فليبيني (الاسم العلمي: Conger philippinus) هو نوع من الأسماك يتبع جنس القنجر من الفصيلة القنجرية.